# Istraživački satelit
Istraživački satelit je umjetni satelit namijenjen znanstvenim istraživanjima bližeg i daljnjega Zemljina okružja, primjerice gornjih slojeva Zemljine atmosfere, njezina magnetskog polja, istraživanju drugih nebeskih tijela, svemirskoga prostora među njima, kozmičkoga zračenja i drugog. Istraživački sateliti se razlikuju prema vrsti istraživanja za koje su namijenjeni, a zbog toga i po konstrukciji, masi i znanstvenoj opremi. Staze (putanje) tih satelita također su različite, od onih udaljenih 150 kilometara od Zemljine površine (nestabilne putanje na samom rubu gornjih slojeva atmosfere), pa sve do staza između Zemlje i Sunca na oko 1,5 milijarde kilometara od Zemljine površine.

## Povijest
Prvi istraživački satelit bio je Sputnik 3, lansiran 15. svibnja 1958. u tadašnjem SSSR-u. Taj je satelit u povodu Međunarodne geofizičke godine proveo složena mjerenja tlaka zraka i sastava gornjih slojeva atmosfere, Zemljina magnetskoga i elektrostatičkoga polja, kozmičkoga zračenja, broja udara mikrometeorita i drugog.
Istraživački sateliti koriste se pojedinačno, ali i u skupinama. Tako je na primjer 2001., u organizaciji Europske svemirske agencije, lansirana skupina od četiriju satelita iz serije Cluster radi istraživanja međudjelovanja (interakcije) Sunčeva zračenja sa Zemljinim magnetskim poljem. Ti se sateliti oko Zemlje kreću na udaljenosti između 19 000 kilometara i 119 000 kilometara. Istraživački sateliti GRACE (akronim od eng. Gravity Recovery and Climate Experiment) djeluju također u skupini, a kao zajednički projekt Njemačke i SAD-a istražuju lokalne promjene (varijacije) u Zemljinu gravitacijskom polju. Taj par satelita, međusobno udaljenih 220 kilometara, leti u polarnoj stazi (putanji) na visini od 496 kilometara. Istraživanje se provodi preciznim mjerenjem promjena njihova međusobnoga položaja (otkrivaju se čak i promjene njihove udaljenosti od 10 μm).
Izmjereni se podatci na Zemlju najčešće šalju telekomunikacijskim sustavima, ali mogu stići i posebnim modulom. Tako se, primjerice, na američkom istraživačkom satelitu Genesis, lansiranome 2001., uzorci čestica koje stižu sa Sunca (Sunčev vjetar) prikupljaju kolektorima načinjenima od vrlo čistih silicijevih pločica. Bilo je predviđeno je da se 2004. uzorci spuste na Zemlju modulom, koji će, nakon kočenja u atmosferi i otvaranja padobrana, u letu prihvatiti helikopteri.
Osim istraživačkih satelita isključivo znanstvene namjene, znanstvenoistraživačka oprema često se postavlja i na umjetne satelite s drugom osnovnom funkcijom, primjerice na satelite namijenjene daljinskim istraživanjima te na svemirske sonde koje istražuju prostor oko drugih planeta Sunčeva sustava.